# Aris Salónica BC
El Aris de Tesalónica BC, o también Aris de Salónica BC, es la sección de baloncesto de la sociedad polideportiva Aris Tesalónica creada en 1922. Es el primer club de baloncesto de Salónica, anterior al PAOK Salónica BC, y el tercer club de baloncesto de Grecia en número de títulos, tras el Panathinaikos B. C. de Atenas y el Olympiakos B. C. de El Pireo. 
Los mejores años del club fueron los años 1980, cuando ganaron 6 ligas y cuatro copas griegas, y los años 1990, cuando no solo siguieron triunfando en el baloncesto heleno sino que también conquistaron una Recopa de Europa (1993) y una Copa Korać (1997). Disputa sus encuentros en el pabellón Alexandreio Melathro de Tesalónica, con capacidad para 5.500 espectadores.

## Palmarés

### Torneos nacionales
- 10 Liga de baloncesto de Grecia: 1930, 1978-79, 1982-83, 1984-85, 1985-86, 1986-87, 1987-88, 1988-89, 1989-90, 1990-91.
- 8 Copa de baloncesto de Grecia: 1985, 1987, 1988, 1989, 1990, 1992, 1998, 2004.

### Torneos internacionales
- 1 Copa Saporta (antigua Recopa): 1992-93.
- 1 Copa Korać: 1996-97.
- 1 FIBA EuroCup Challenge: 2002-03.

## Jugadores

### Jugadores históricos
- Nikos Galis (campeón de Europa con la selección griega en 1987 como jugador)
- Panagiotis Giannakis (2 veces campeón de Europa con la selección griega. En 1987 como jugador y en 2005 como entrenador)